# سجن ليمان أبي زعبل
سجن ليمان أبي زعبل هو أحد السجون المصرية، يقع في منطقة سجون أبي زعبل، وهو من السجون المغلقة حيث تمنع عنه الزيارات، ومعظم نزلائه من المنتمين للجماعات الإسلامية المتشددة ويعتبر سجن سياسي لكنه يأتي في الأهمية بعد سجن طره.